# Holger Löwenadler
Holger Carl Milton Löwenadler (Jönköping, 1º aprile 1904 – Stoccolma, 18 giugno 1977) è stato un attore svedese.

## Biografia
Löwenadler si diplomò nel 1921 e nello stesso anno si iscrisse all'Università di Göteborg per studiare storia della letteratura. La passione per il teatro lo portò l'anno successivo ad abbandonare gli studi per intraprendere la carriera di attore. Dopo aver frequentato corsi di recitazione alla scuola per studenti Dramaten, si laureò nel 1927 e per i successivi tre anni lavorò al Teatro svedese di Turku. Nel 1930 entrò a far parte del Blancheteatern, un teatro di Stoccolma dove rimarrà per i successivi trent'anni.
La sua carriera teatrale raggiunse l'apice nel 1965, quando fu premiato con l'Eugene O'Neill Award e ottenne il premio annuale teatrale dei critici svedesi per il suo ruolo nel dramma Markurells i Wadköping presso il Royal Dramatic Theatre.
Partecipò anche a numerose pellicole di produzione svedese, tra le quali La terra del desiderio (1947) di Ingmar Bergman, e Iris fiore del nord (1946) e Angeli alla sbarra (1960), entrambi diretti da Alf Sjöberg. La sua capacità di parlare correntemente il francese gli consentì di interpretare il suo ruolo più famoso a livello internazionale, quello del sarto ebreo Albert Horn, che accetta con orgoglio e serenità il suo destino di deportazione, nel film Cognome e nome: Lacombe Lucien (1974) di Louis Malle, interpretazione che valse a Löwenadler il National Board of Review Award al miglior attore non protagonista.
Löwenadler morì nel 1977, all'età di 73 anni.

## Filmografia parziale
- Landskamp, regia di Gunnar Skoglund (1932)
- A rischio della vita (Med livet som insats), regia di Thor L. Brooks e Alf Sjöberg (1940)
- Den blomstertid, regia di Alf Sjoberg (1940)
- Strada di ferro (Himlaspelet), regia di Alf Sjoberg (1942)
- I cospiratori di Wismar (Kungajakt), regia di Alf Sjoberg (1944)
- Resan bort, regia di Alf Sjoberg (1945)
- Iris fiore del nord (Iris och löjtnantshjärta), regia di Alf Sjöberg (1946)
- La terra del desiderio (Skepp till India land), regia di Ingmar Bergman (1947)
- Barabba (Barabbas), regia di Alf Sjoberg (1953)
- Angeli alla sbarra (Domaren), regia di Alf Sjöberg (1960)
- Ljuvlig är sommarnatten, regia di Arne Mattsson (1961)
- Questa è la tua vita (Här har du ditt liv), regia di Jan Troell (1966)
- Heja Roland!, regia di Bo Widerberg (1966)
- Cognome e nome: Lacombe Lucien (Lacombe Lucien), regia di Louis Malle (1974)
- Maîtresse, regia di Barbet Schroeder (1975)